# Jonathan Mexique
Jonathan Mexique (Le Mans, 10 marzo 1995) è un calciatore francese, della Martinica, centrocampista del Sochaux.

## Carriera

### Club
Ha giocato tra la seconda divisione e la quinta divisione francese e nella seconda divisione belga.

### Nazionale
Ha rappresentato le nazionali giovanili francesi Under-16 ed Under-17.
Il 5 giugno 2022 ha esordito con la nazionale martinicana, giocando l'incontro perso 2-0 contro la Costa Rica, valido per la CONCACAF Nations League 2022-2023.
Ha partecipato alla CONCACAF Gold Cup 2023.

## Statistiche

### Presenze e reti nei club
Statistiche aggiornate al 5 giugno 2022.
| Stagione         | Squadra          | Campionato       | Campionato | Campionato | Coppe nazionali | Coppe nazionali | Coppe nazionali | Coppe continentali | Coppe continentali | Coppe continentali | Altre coppe | Altre coppe | Altre coppe | Totale | Totale |
| Stagione         | Squadra          | Comp             | Pres       | Reti       | Comp            | Pres            | Reti            | Comp               | Pres               | Reti               | Comp        | Pres        | Reti        | Pres   | Reti   |
| ---------------- | ---------------- | ---------------- | ---------- | ---------- | --------------- | --------------- | --------------- | ------------------ | ------------------ | ------------------ | ----------- | ----------- | ----------- | ------ | ------ |
| 2012-2013        | Le Mans 2        | CFA              | 1          | 0          |                 | -               | -               |                    | -                  | -                  |             | -           | -           | 1      | 0      |
| 2013-2014        | Monaco 2         | CFA              | 9          | 0          |                 | -               | -               |                    | -                  | -                  |             | -           | -           | 9      | 0      |
| 2014-2015        | Monaco 2         | CFA              | 22         | 0          |                 | -               | -               |                    | -                  | -                  |             | -           | -           | 22     | 0      |
| 2015-2016        | Monaco 2         | CFA              | 25         | 0          |                 | -               | -               |                    | -                  | -                  |             | -           | -           | 25     | 0      |
| ago. 2016        | Monaco 2         | CFA              | 3          | 0          |                 | -               | -               |                    | -                  | -                  |             | -           | -           | 3      | 0      |
| Totale Monaco 2  | Totale Monaco 2  | Totale Monaco 2  | 59         | 0          |                 | -               | -               |                    | -                  | -                  |             | -           | -           | 59     | 0      |
| 2016-2017        | Red Star         | L2               | 22         | 0          | CF+CdL          | 1+0             | 0               |                    | -                  | -                  |             | -           | -           | 23     | 0      |
| lug.-dic. 2017   | Cercle Bruges    | D2               | 3          | 0          | CB              | 1               | 0               |                    | -                  | -                  |             | -           | -           | 4      | 0      |
| gen.-giu. 2018   | Tours            | L2               | 5          | 0          | CF+CdL          | 2+0             | 0               |                    | -                  | -                  |             | -           | -           | 7      | 0      |
| gen.-feb. 2018   | Tours 2          | N3               | 2          | 0          |                 | -               | -               |                    | -                  | -                  |             | -           | -           | 2      | 0      |
| 2018-2019        | SO Cholet        | N                | 31         | 6          | CF              | 1               | 0               |                    | -                  | -                  |             | -           | -           | 32     | 6      |
| 2019-2020        | SO Cholet        | N                | 18         | 1          |                 | -               | -               |                    | -                  | -                  |             | -           | -           | 18     | 1      |
| 2020-2021        | SO Cholet        | N                | 31         | 0          |                 | -               | -               |                    | -                  | -                  |             | -           | -           | 31     | 0      |
| Totale SO Cholet | Totale SO Cholet | Totale SO Cholet | 80         | 7          |                 | 1               | 0               |                    | -                  | -                  |             | -           | -           | 81     | 7      |
| 2021-2022        | Châteauroux      | N                | 29         | 1          |                 | -               | -               |                    | -                  | -                  |             | -           | -           | 29     | 1      |
| Totale carriera  | Totale carriera  | Totale carriera  | 201        | 8          |                 | 5               | 0               |                    | -                  | -                  |             | -           | -           | 206    | 8      |

### Cronologia presenze e reti in nazionale
| Cronologia completa delle presenze e delle reti in nazionale ― Martinica | Cronologia completa delle presenze e delle reti in nazionale ― Martinica | Cronologia completa delle presenze e delle reti in nazionale ― Martinica | Cronologia completa delle presenze e delle reti in nazionale ― Martinica | Cronologia completa delle presenze e delle reti in nazionale ― Martinica | Cronologia completa delle presenze e delle reti in nazionale ― Martinica | Cronologia completa delle presenze e delle reti in nazionale ― Martinica | Cronologia completa delle presenze e delle reti in nazionale ― Martinica |
| Data                                                                     | Città                                                                    | In casa                                                                  | Risultato                                                                | Ospiti                                                                   | Competizione                                                             | Reti                                                                     | Note                                                                     |
| ------------------------------------------------------------------------ | ------------------------------------------------------------------------ | ------------------------------------------------------------------------ | ------------------------------------------------------------------------ | ------------------------------------------------------------------------ | ------------------------------------------------------------------------ | ------------------------------------------------------------------------ | ------------------------------------------------------------------------ |
| 5-6-2022                                                                 | San José                                                                 | Costa Rica                                                               | 2 – 0                                                                    | Martinica                                                                | CONCACAF Nations League 2022-2023 - 1º turno                             | -                                                                        | 63’                                                                      |
| 9-6-2022                                                                 | Panama                                                                   | Panama                                                                   | 5 – 0                                                                    | Martinica                                                                | CONCACAF Nations League 2022-2023 - 1º turno                             | -                                                                        | 62’                                                                      |
| 12-6-2022                                                                | Fort-de-France                                                           | Martinica                                                                | 0 – 0                                                                    | Panama                                                                   | CONCACAF Nations League 2022-2023 - 1º turno                             | -                                                                        |                                                                          |
| 25-3-2023                                                                | Fort-de-France                                                           | Martinica                                                                | 1 – 2                                                                    | Costa Rica                                                               | CONCACAF Nations League 2022-2023 - 1º turno                             | -                                                                        | 73’                                                                      |
| 26-6-2023                                                                | Fort Lauderdale                                                          | El Salvador                                                              | 1 – 2                                                                    | Martinica                                                                | Gold Cup 2023 - 1º turno                                                 | -                                                                        | 46’                                                                      |
| 30-6-2023                                                                | Harrison                                                                 | Martinica                                                                | 1 – 2                                                                    | Panama                                                                   | Gold Cup 2023 - 1º turno                                                 | -                                                                        |                                                                          |
| 4-7-2023                                                                 | Harrison                                                                 | Costa Rica                                                               | 6 – 4                                                                    | Martinica                                                                | Gold Cup 2023 - 1º turno                                                 | 1                                                                        | 58’                                                                      |
| Totale                                                                   |                                                                          | Presenze                                                                 | 7                                                                        |                                                                          | Reti                                                                     | 1                                                                        |                                                                          |